# シトラスハイツ (カリフォルニア州)
シトラスハイツ（Citrus Heights）は、アメリカ合衆国カリフォルニア州のサクラメント郡にある都市。人口は8万7583人（2020年）。州都サクラメントの北東20キロメートルに位置している。

## 概要
1960年代から1970年代にかけて開発された住宅地である。地名は不動産ディベロッパーによって付けられた。1997年に法人化した。市警察を組織している。ダウンタウンはないが大型のショッピングモールが複数あり買い物に困ることはない。路線バスはサクラメント地域交通局が運行している。鉄道駅は無いが市域の西部を州間高速道路80号線が通っている。

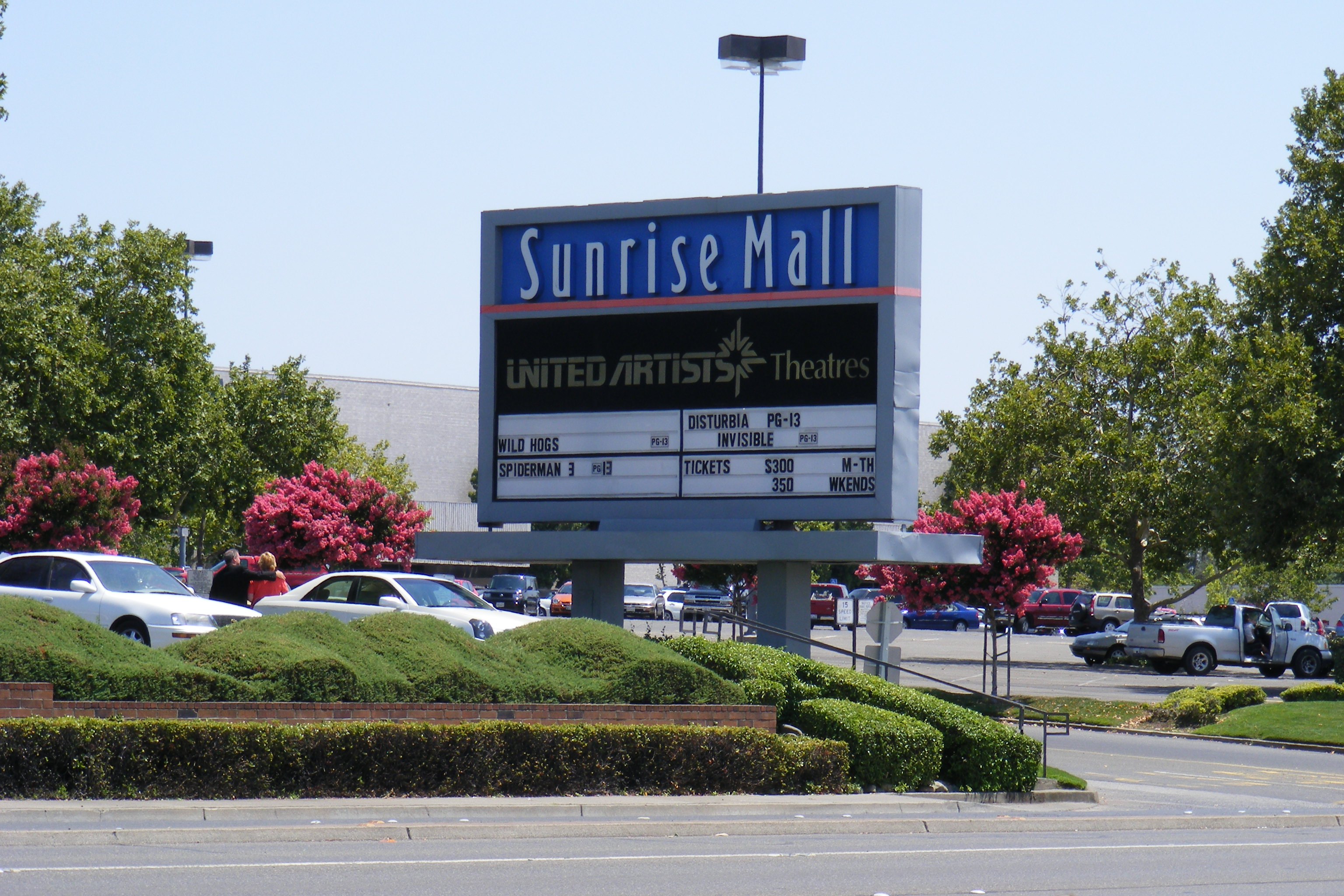
サンライズモール

## 関係者
- マンディーサ：歌手